# Tobben & Ero
Tobben & Ero var en duo från Tromsø i Nord-Norge. Duon bestod av Torbjørn Willassen (vokal, gitarr) och Jan Ero Olsen (vokal, gitarr). Rent musikaliskt kan de sägas vara Norges svar på Simon & Garfunkel. Men vad gäller texter, så sökte de sig till de gamla stora lyrikerna för att finna texter de kunde sätta melodi till. Detta skapade många norska klassiker.

## Historik
Torbjørn Willassen och Jan Ero Olsen hade just fått uppleva att The Pussycats från Tromsø blev populära i Sverige. Detta inspirerade dem så 1969 flyttade de från Tromsø för att söka lyckan i Sverige. De hamnade i Katrineholm där de träffade trubaduren Björn Ehrling. En kväll lät han dem sjunga "Bye Bye Love" och "Där björkarna susar". Ehrling tyckte om det han hörde och hjälpte dem med bostad så att de skulle kunna öva in nya låtar. Det blev nästan 50 svenska visor och en del norska folkvisor.
De uppträdde på klubbar på kvällarna och spelade gärna på gatan på dagarna. Ove Ek hörde dem och erbjöd dem ett kontrakt. De gav ut två singlar 1970. På den ena var det två låtar av Tobben, "I Am Lookin' For A Way To Go" och "In The Evening Of My Life", och på den andra var det "Vals i Valparaiso" och  "Kjerringa med staven". Skivorna och konserter gjorde att de två blev medlemmar i Yrkestrubadurernas förening. De var lite speciellt eftersom det aldrig hade varit norrmän med i föreningen tidigare.
Under en resa träffade de Sture Nordin (basist för bland annat Cornelis Vreeswijk). Han ordnade så att de fick provspela för producenten Berndt Egerbladh. Resultatet blev att de fick vara med i ett TV-program, där också Elton John var med. Tobben & Ero framförde två sånger och fick dessutom med sig Elton John i "Bye Bye Love".
I Sverige blev de bekanta med den svenska viseliten med Cornelis i spetsen. Cornelis bjöd med dem till ett radioshow, som också gavs ut på skiva 1970. Här sjöng de "Anne Knutsdotter". De skulle senare komma att samarbeta med Cornelis flera gånger på 1970- och 1980-talet.

### Hem igen
Hemlängtan gjorde att de flyttade tillbaka till Tromsø. Här lossnade det för Torbjørn Willassen som låtskrivare. Han hade just börjat skriva låtar till dikter av den svenska poeten Erik Lindorm, men så var det en dikt av Aasmund Olavson "Den dag kjem aldri" som Tobben kom ihåg från skoltiden. Han tonsatte den och det skulle visa sig att det blev en av deras mest populära sånger. Efter ett de var med i ett populärt TV-program beslutat duon sig för att, ännu en gång, satsa på artistlivet, så de tog gitarrerna på ryggen och liftade till Oslo.
Efter mycket slit fick de äntligen napp hos Mikkel Aas i Norsk Phonogram A/S. Han kopplade ihop dem med producent Johnny Sareussen. Resultatet blev  albumet Fordums frukter, friske frø (1972). Här hade de funnit dikter av bland annat Vinje, Arnulf Øverland, Bjørnstjerne Bjørnson och Knut Hamsun, som de tonsatt. Skivan blev populär och låtar som "Den dag kjem aldri" och "O, visste du bare" blev populära på radio.
1973 gav de ut skivan Gitter og stas. På den skivan var också många av texterna av Knut Hamsun och Arnulf Øverland. Under en fyraårsperiod var Tobben väldigt produktiv och så småningom började också Ero komponera och skriva texter. Nästa album de gav ut var Ballade i bakgården, 1974. Så kom de med två album 1976. Det var Gi meg et hus och Bryllup i Kanaan. Alla dessa albumen innehöll norsk lyrik av stora lyriker blandat med en typ musik som väl kan kallas för dåtidens visrock.

### Vreeswijk och Collins
De två albumen som kom 1976 skilde sig en del från varandra. Gi meg et hus var den elektriska med Phil Collins på trummor på en låt, "Skammens terskel". Bryllup i Kanaan var mer akustiskt och hade med Cornelis Vreeswijk som gäst. Tobben & Ero var också med på Vreeswijks album Narrgnistor och transkriptioner 1976.
Efter de två albumen 1976 blev det en lång turné. Därefter trappade de ner på spelandet en länge tid. Först 1985 blev det åter konserter och skiva. Också denna gången var det samarbete mellan Vreeswijk och Tobben & Ero. Duon var med på Vreeswijks album Mannen som älskade träd och Vreeswijk var med på albumet En dans på nevroser. Det blev också en kort turné i samband med  detta.
Så släpptes albumet 20 beste i Tobben & Eros verden, år 2000. Duon spelade då också några konserter. Skivan fick bra kritik i pressen och gjorde att en ny generation fick lära känna duons musik.